# Udall (Kansas)
Udall es una ciudad ubicada en el condado de Cowley en el estado estadounidense de Kansas. En el año 2010 tenía una población de 746 habitantes y una densidad poblacional de 621,67 personas por km².

## Geografía
Udall se encuentra ubicada en las coordenadas 37°23′13″N 97°7′4″O / 37.38694, -97.11778 (37.386991, -97.117808).

## Demografía
Según la Oficina del Censo en 2000 los ingresos medios por hogar en la localidad eran de $37,639 y los ingresos medios por familia eran $42,981. Los hombres tenían unos ingresos medios de $34,750 frente a los $20,227 para las mujeres. La renta per cápita para la localidad era de $16,202. Alrededor del 5.8% de la población estaban por debajo del umbral de pobreza.